# حق و باطل در ادیان
حق جمع حقوق در لغت به معانی راست درست راستی درستی عدل ثابت و سزاواری است و باطل در مقابل آن نادرست دروغ بیهوده غلط و اباطیل است. و.حق یکی ازنام‌های خداوند است.

## حق و باطل درآیات قرآن
در قرآن کریم دو راه پیش‌بینی شده‌است که یکی انسان را به سر منزل مقصود و بهشت ابدی می‌رساند و دیگری مقصدش گمراهی و تباهی و نهایت دوزخ است. از این دو راه به نجدین، خیر و شر، رشد و غی، حق و باطل تعبیر شده‌است و کسانیکه در هریک از این مسیر قرار می‌گیرند تحت عناوین زیر هستند:
1. مؤمنین و کافرون و مشرکین و منافقین (از جهت فکری)
2. محسنین و مکذبین (از جهت عملی)
3. صادقین و کاذبین (از جهت عملی)
4. مصلحین و مفسدین (از جهت عملی)[۴]
5. ابرار و فجار یا اشرار (از جهت اخلاقی)[۵]
6. اتقیاء (سعداء) و اشقیاء (از جهت اخلاقی)
7. متقین و طاغین (از جهت اخلاقی)
8. خیر البریه و شر البریه (از جهت گروهی)[۶]
9. حزب‌الله و حزب الشیطان (از جهت گروهی)
10. اصحاب المیمنه و اصحاب المشمئه (در آخرت)[۷]
11. اصحاب الشمال و اصحاب الیمین (در آخرت)
12. اصحاب الجنه و اصحاب الجحیم (در آخرت)
13. حسن ماب و شر ماب (در آخرت)
14. حق و باطل[۸]

## درادیان دیگر
1. در ادیان ابراهیمی واژه حق در معنی آنچه پیروان آن دین یا فرقه به عنوان حقیقت مطلق و درستی محض در نظر می‌گیرند استفاده می‌شود
2. در دین بودا، به کسانی که از چرخه باززایش رهایی یافته‌اند حق‌یافته (تتاگته) گفته می‌شود.